# Непреднамерени последствия
Непреднамерени последствия (на английски: unintended consequences) са резултатите от дадено преднамерено действие, които не са били търсени или предвидени. Терминът е популяризиран през 20 век от американския социолог Робърт Кинг Мъртън (Robert King Merton).
Непреднамерените последствия могат да бъдат групирани в три типа:
- Неочаквана облага: положителна изненада, неочаквана изгода, късмет, серендипност;
- Неочаквана спънка: неочаквано препятствие, което възниква наред с желания резултат от действието;
- Обратен резултат: Ефект, противоположен на търсения, когато търсеното решение още повече влоши проблема.

## История
Идеята на непреднамерените последствия или инциденти датира към времето на Джон Лок, който дискутира в свое писмо до сър Джон Сомърс, член на английския парламент, какви биха били последствията от регулацията на лихвения процент. Идеята се дискутира и от Адам Смит. Терминът е популяризиран от социолога Робърт Кинг Мъртън през 20 век.
В статията си от 1936 „Неочакваните последствия от целенасочените социални действия“ (на английски: "The Unanticipated Consequences of Purposive Social Action") Мъртън се опитва да приложи системен анализ към проблема за непреднамерените последствия от съзнателни действия, насочени към предизвикването на социална промяна, подчертавайки, че с понятието „целенасочено действие“ той има предвид изключително „ръководене“ (conduct) за разлика от „поведение“ (behavior). С други думи, действие, което включва мотиви и в резултат на тях – избор измежду различни алтернативи. Употребата на Мъртън включва отклонения от онова, което Макс Вебер дефинира като ценностно-рационално социално действие. Мъртън твърди също, че „няма гаранция за никое бланкетно твърдение, което категорично утвърждава или отрича практическата приложимост на цялото социално планиране“.
В по-нови дни, законът за непреднамерените последствия се използва като израз или идиоматично предупреждение, че намесата в една комплексна система имат склонност да създават неочаквани и често нежелани резултати. Свързан със Закона на Мърфи, той често се използва като хумористично предупрежение срещу арогантното вярване, че хората могат напълно да контролират света около себе си.